# 全缘藤山柳
全缘藤山柳（学名：Clematoclethra actinidioides var. integrifolia）为猕猴桃科藤山柳属猕猴桃藤山柳的变种。分布在中国大陆的四川等地，生长于海拔3,000米的地区，多生在混合林中，目前尚未由人工引种栽培。